# Jeanne-Geneviève Garnerin
Jeanne-Geneviève Garnerin, z domu Labrosse (ur. 1775 w Paryżu, zm. 1847 tamże) – francuska baloniarka i spadochroniarka. Była uczennicą i żoną André-Jacques'a Garnerina, baloniarza i wynalazcy spadochronu, który w 1797 jako pierwszy człowiek wykonał skok ze spadochronem. Ona sama wkrótce podążyła za jego przykładem i jako pierwsza kobieta na świecie skoczyła ze spadochronem w 1799.